# Willie deWit
William Theodore deWit, detto Willie (Three Hills, 13 giugno 1961), è un ex pugile canadese che ha vinto la medaglia d'argento ai giochi olimpici estivi di Los Angeles 1984 nella categoria pesi massimi, sconfitto in finale dallo statunitense Henry Tillman.